# ユナイテッド・アーティスツ
ユナイテッド・アーティスツ（ユナイト映画、United Artists、UA）は、Amazon MGMスタジオが所有するアメリカの映画製作会社である。その創業期、UAは1919年にチャーリー・チャップリン、D・W・グリフィス、メアリー・ピックフォード、ダグラス・フェアバンクスによって設立された。この設立は、俳優が商業スタジオに依存することなく、自らの財務的および芸術的利益を管理できるようにするという理念に基づいていた。
幾度もの所有者変更や構造的な再編を経て、1981年にメトロ・ゴールドウィン・メイヤー（MGM）が3億5000万ドル（現在の12億ドル相当）でUAを買収した。その後、2014年9月22日にMGMはワン・スリー・メディアおよびライトワーカーズ・メディアの過半数の持分を取得し、それらを統合してUAのテレビ製作部門をユナイテッド・アーティスツ・メディア・グループ（UAMG）として復活させた。2015年12月14日には、MGMがUAMGを完全買収し、自社のテレビ部門MGMテレビジョンに統合した。
MGMは一時的にユナイテッド・アーティスツ・デジタル・スタジオというブランドを使用し、『スターゲイト』シリーズの一環としてウェブシリーズ『スタートレート オリジンズ』を制作したが、この名前は2019年をもって廃止され、その後のリリースには自社ブランドが使用された。
2017年10月31日、MGMとアンナプルナ・ピクチャーズの合同配給事業として開始されたプロジェクトは、2019年2月5日にUAの設立100周年を記念してユナイテッド・アーティスツ・リリーシングとして再ブランド化された。しかし、MGMの親会社であるAmazonは2023年3月4日にUARをMGMに統合すると発表。これは、『クリード 過去の逆襲』の劇場公開成功を受け、「新たに得られた劇場公開の機会」を理由としたものである。
2024年7月、Amazon MGMスタジオは同社の復活を発表し、映画プロデューサーのスコット・ステューバーと複数年にわたるファーストルック契約を結んだ。

## 歴史

### 初期の歴史

1967年にトランスアメリカに売却されるまで使用された最初のロゴ。

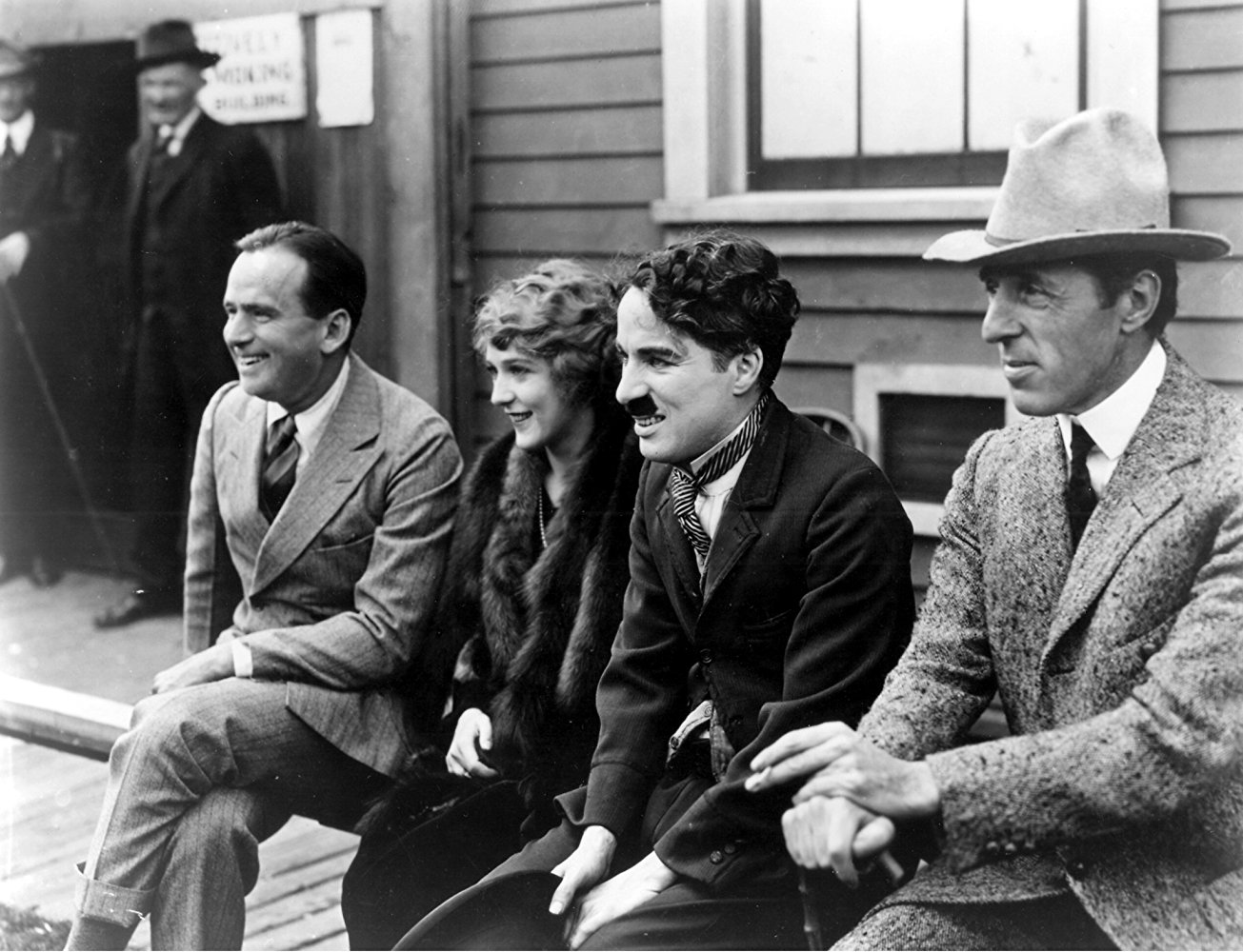
1919年、ダグラス・フェアバンクス、メアリー・ピックフォード、チャーリー・チャップリン、D・W・グリフィス

1918年、チャーリー・チャップリンは、自身がトッププロデューサーの一人であるにもかかわらず、所属していたファースト・ナショナル・ピクチャーズから製作予算の増額を拒否された。メアリー・ピックフォードとダグラス・フェアバンクスもそれぞれファースト・ナショナルとフェイマス・プレイヤーズ＝ラスキーと契約していたが、その契約は間もなく終了予定で、新たなオファーが見込めない状況であった。チャップリンの兄でありビジネスマネージャーでもあるシドニー・チャップリンは事態に不審を抱き、ピックフォードとフェアバンクスに接触。3人は探偵を雇い、すべての製作会社を統合し、「上映会社」を5年間の契約に縛る計画が進行中であることを突き止めた。
1919年2月5日、チャップリン、ピックフォード、フェアバンクス、D・W・グリフィスの4人は、共同事業会社としてユナイテッド・アーティスツ（UA）を設立。それぞれ優先株の25%と普通株の20%を保有し、残りの普通株20%は弁護士兼顧問のウィリアム・ギブズ・マカドゥが保有した。この事業の発案は、1年前にフェアバンクス、チャップリン、ピックフォード、カウボーイ俳優のウィリアム・S・ハートによってなされた。すでにハリウッドで名を馳せていた4人は、自身の仕事をより良く管理するため、自らの会社を設立する計画を語り合っていた。
この動きは、俳優の給与や創作の決定権を厳しく制限し始めたハリウッドのプロデューサーや配給業者による統制に対抗するものだった。この統制は、後にスタジオ・システムとして知られるようになる。グリフィスが加わり計画が進む中、ハートは正式な手続きが行われる前に離脱。計画を聞いたメトロ・ピクチャーズの責任者リチャード・A・ローランドは、「精神病棟の患者が病院を乗っ取ったようなものだ」と評したとされる。4人の共同設立者は、当時の大統領ウッドロウ・ウィルソンの義理の息子で元財務長官のマカドゥの助言を受け、配給会社を設立。初代マネージングディレクターにはハイラム・エイブラムスが就任し、ニューヨーク市セブンス・アベニュー729番地に本社を構えた。

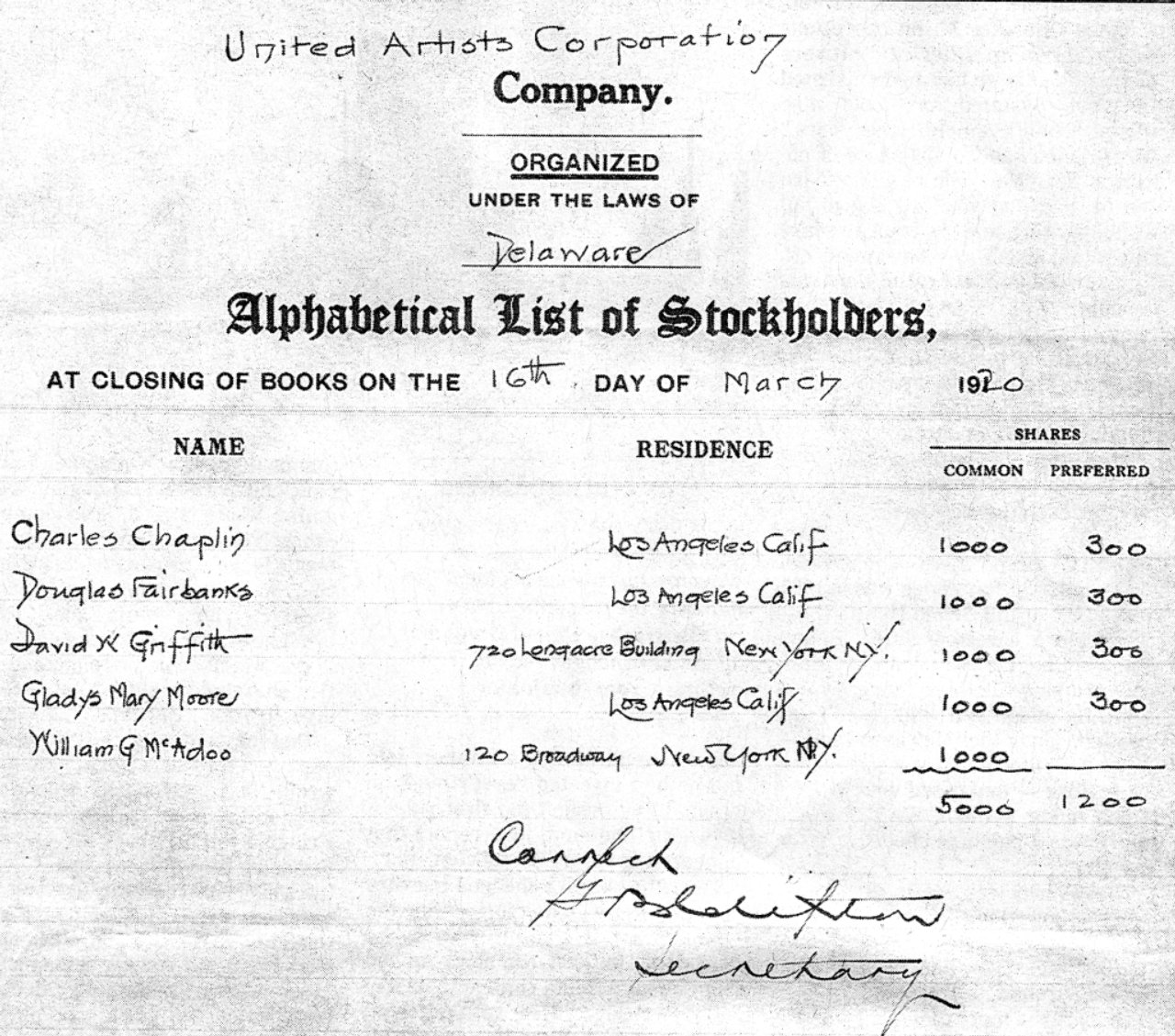
ユナイテッド・アーティスツの1920年の株主構成

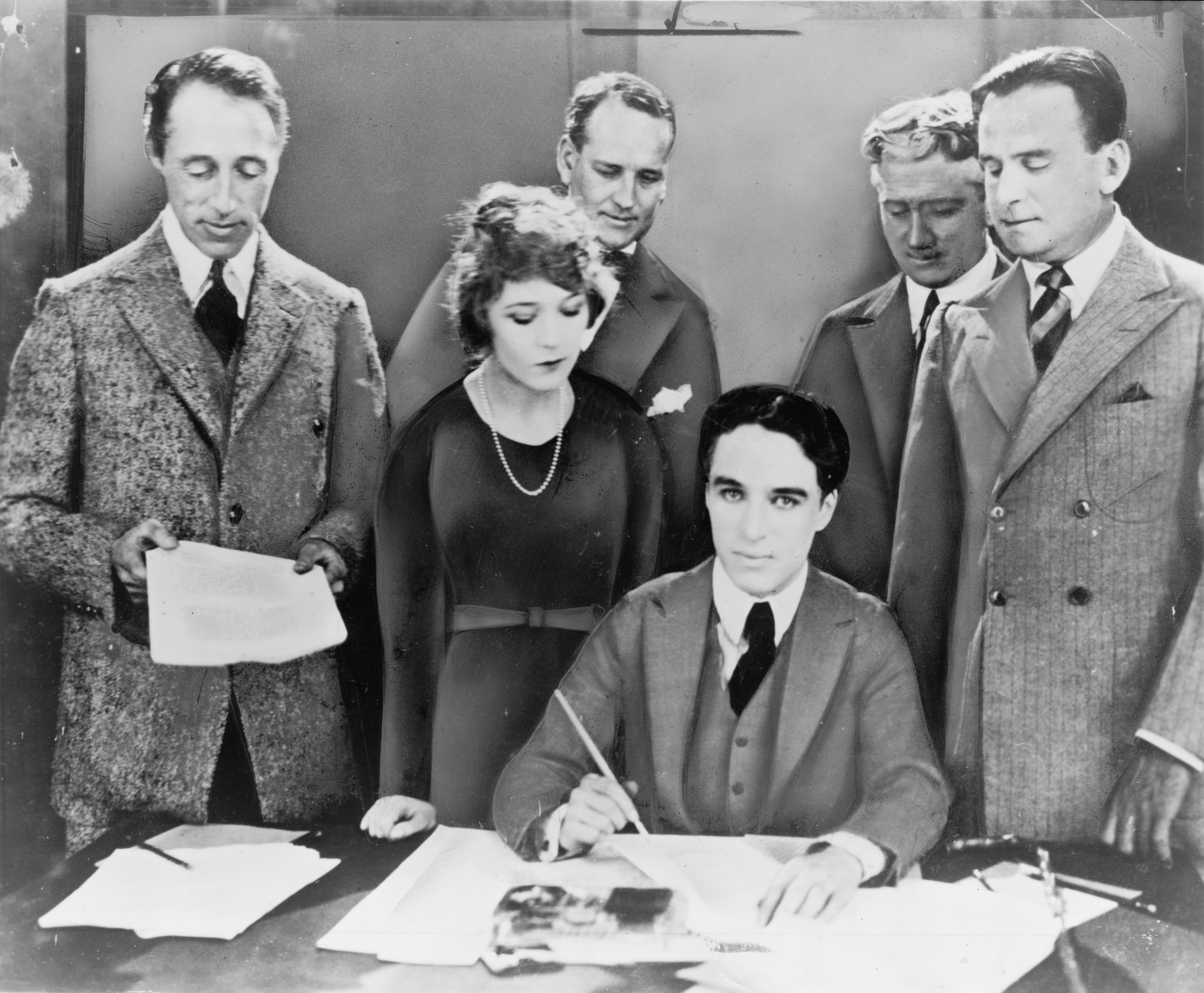
1919年に行われた契約調印式、グリフィス、ピックフォード、チャップリン（着席）、フェアバンクスが署名を行い、背景には弁護士のアルバート・バンザフ（左）とデニス・F・オブライエン（右）が立っている。

設立時の条件では、各スターが年間5本の映画を製作することが求められていた。しかし、1921年に会社が本格的に運営を開始した頃には、長編映画の製作費は高騰し、内容も洗練され、上映時間は約90分（8巻）に定着していた。このため、当初の目標は放棄された。

#### 初期の成功と課題
UAの初制作作品である『米国人皇帝』は、フェアバンクスが脚本と主演を務め、成功を収めた。しかし、映画製作の資金は限られていた。他のスタジオのように株式を公開して資金を調達することはせず、UAの主な財源は劇場主からの次回作品の週払い前払い金のみであった。このため、製作ペースは遅く、設立後最初の5年間で年間平均5本の映画を配給するにとどまった。
1924年までにグリフィスが脱退し、会社は危機的状況に直面していた。ベテランプロデューサーのジョセフ・シェンクが社長に就任し、彼は10年以上にわたる映画製作経験を持ち、妻のノーマ・タルマッジ、義理の妹のコンスタンス・タルマッジ、義理の弟のバスター・キートン主演の映画製作契約を持ち込んだ。また、サミュエル・ゴールドウィンやハワード・ヒューズといった独立系プロデューサーとも契約を結んだ。1933年、シェンクはダリル・F・ザナックとともに20世紀ピクチャーズという新会社を設立。この会社はUAの年間配給作品の半数を占める4本の映画を提供するようになった。
シェンクはピックフォードとチャップリンと協力し、ユナイテッド・アーティスツの名の下で劇場を購入および建設する別事業を開始した。この活動はカナダで国際展開を始め、続いてメキシコにも進出。1930年代末までに、ユナイテッド・アーティスツは40か国以上で事業を展開する規模となった。
1935年、シェンクはUAの所有権を与えられなかったことに反発して退任。シェンクは20世紀ピクチャーズとフォックス・フィルム・コーポレーションの合併を推進し、20世紀フォックスを設立した。 シェンクの後任にはアル・リヒトマンが就任した。1930年代、ウォルト・ディズニー・プロダクション、アレクサンダー・コルダ、ハル・ローチ、デヴィッド・O・セルズニック、ウォルター・ウェンジャーなど、独立系プロデューサーがUAを通じて映画を配給。しかし、業界のダイナミクスが変化する中で、これらの「製作パートナー」は徐々に他社へ移行した。サミュエル・ゴールドウィン・プロダクションズとディズニーはRKO、ウェンジャーはユニバーサル・ピクチャーズへ移籍した。
1930年代後半、UAは収益を上げるようになり、ゴールドウィンが配給作品の多くを提供していた。しかし、彼との間で報酬を巡る訴訟が繰り返され、最終的にゴールドウィンはUAを去った。1939年、MGMの大ヒット作『風と共に去りぬ』は当初UAから配給される予定だったが、セルズニックがレット・バトラー役にMGM専属のクラーク・ゲーブルを望んだため実現しなかった。同年、フェアバンクスが死去した。
UAはセルズニックが一部の作品をRKOを通じて配給したことを巡り訴訟に巻き込まれた。セルズニックはUAの運営が杜撰であると考え、自身の配給会社を立ち上げるためUAを去った。
1940年代、UAは不評な映画が続いたため収益を失い始めた。テレビの普及により映画館の観客数も減少。この時期、UAはメキシコの配給部門を現地企業であるクレディト・シネマトグラフィコ・メヒカーノに売却した。
1941年、メアリー・ピックフォード、チャールズ・チャップリン、ウォルト・ディズニー、オーソン・ウェルズ、サミュエル・ゴールドウィン、デヴィッド・O・セルズニック、アレクサンダー・コルダ、ウォルター・ワンジャーなどが、ユナイテッド・アーティスツのメンバーであった者も多い中、独立映画製作者協会（SIMPP）を結成した。その後、ハント・ストロンバーグ、ウィリアム・キャグニー、ソル・レッサー、ハル・ローチなども加入した。
この協会は、スタジオ・システムによって支配されていた映画業界において、独立系製作者の利益を推進することを目的としていた。SIMPPは、ロウズ（MGM、コロンビア ピクチャーズ、パラマウント・ピクチャーズ、ユニバーサル・ピクチャーズ、RKOラジオ・ピクチャーズ、20世紀フォックス、ワーナー・ブラザース/ファースト・ナショナルの7大スタジオが支配していた反競争的慣行を終わらせるために戦った。
1942年、SIMPPはパラマウント傘下のユナイテッド・デトロイト・シアターズを相手取り反トラスト訴訟を提起した。この訴訟では、デトロイトにおける一番館およびその後の上映館を支配する陰謀を行っているとしてパラマウントを告発した。これは、製作者が上映業者を相手取って独占および取引制限を訴えた最初の反トラスト訴訟であった。1948年の合衆国最高裁判所の「パラマウント判決」により、主要映画スタジオは自社の劇場チェーンを売却し、反競争的慣行を終了させることを命じられた。この判決によってスタジオ・システムは終焉を迎えた。
1958年までに、SIMPPは設立の目的をほぼ達成し、活動を終了した。

### クリムとベンジャミンの登場
1950年、ピックフォードとチャップリンはユナイテッド・アーティスツ（UA）の立て直しを図るため、インディアナ州元知事のポール・V・マナットを会長に、フランク・L・マクナミーを社長に任命した。しかし、マナットはUAの財政問題を解決する能力を持たず、数か月で交代となった。
1951年2月15日、弁護士からプロデューサーに転身したアーサー・B・クリム（イーグル=ライオン・フィルムズ所属）、ロバート・ベンジャミン、マッティ・フォックスがピックフォードとチャップリンに奇抜な提案を持ちかけた。それは、10年間UAを引き継ぎ、3年以内に利益を出せれば会社の半分を買収する権利を得て、10年後には完全支配権を取得するという内容であった。
クリムとベンジャミンが引き継いだUAは、従来の「スタジオ」を持たない初の映画会社となった。彼らは主に銀行業務のような役割を果たし、独立系製作者に資金を提供した。UAはピックフォード/フェアバンクス・スタジオを賃借したが、自社スタジオは所有せず、そのため他のスタジオに比べて維持費や人件費がかからなかった。
最初のクライアントには、ホライズン・プロダクションズのサム・スピーゲルとジョン・ヒューストンが含まれ、『アフリカの女王』（1951年）の大ヒットと『赤い風車』（1952年）の成功をもたらした。初年度には『真昼の決闘』も成功し、前年度に87万1000ドルの損失を出していたのに対し、31万3000ドルの利益を計上した。その後、スタンリー・クレイマー、オットー・プレミンジャー、ヘクト・ヒル＝ランカスター・プロダクションズなど、多くのプロデューサーがUAに続いた。また、スタジオ契約から解放された俳優たちも、自分たちで映画を制作したり監督したりするためにUAを利用した。
劇場売却による映画業界の不安定化でリスクが高まった時期、1955年には映画観客数が1923年以来最低を記録した。この危機の中で、チャップリンは自身の25%の持ち株をクリムとベンジャミンに110万ドルで売却し、翌年にはピックフォードも300万ドルで持ち株を売却した。
1950年代後半、UAは『マーティ』（1955年）や『十二人の怒れる男』（1957年）といった小規模ながら高評価かつ収益性の高い映画を制作した。『マーティ』はカンヌ国際映画祭のパルム・ドールとアカデミー作品賞を受賞し、『十二人の怒れる男』は、家庭用ビデオの時代以前から世界中のテレビで「365日24時間」放映され続ける作品となった。1958年までに、UAは年間300万ドルの利益を上げる企業へと成長していた。

### 上場企業として
1957年、UAは1700万ドルの株式および社債を公開し、上場企業となった。同社は年間50本の映画を平均して制作していた。1958年には、UAはイリヤ・ロペートのロペート・ピクチャーズ・コーポレーションを買収。この会社は、批判を受けたり検閲問題を抱える外国映画を配給していた。
1957年、UAはレコード会社の買収を試みるも失敗し、その後、ユナイテッド・アーティスツ・レコード・コーポレーションとユナイテッド・アーティスツ・ミュージック・コーポレーションを設立した。1968年にはUAレコードがリバティ・レコードおよびその傘下のインペリアル・レコードやドルトン・レコードなどと合併。1972年にこれらの事業は統合され、ユナイテッド・アーティスツ・レコードとなり、1979年にはEMIがブルーノート・レコードを含むこの部門を買収した。
1959年、複数のパイロット版の販売に失敗した後、UAは初のテレビシリーズ『The Troubleshooters』を発表。その後、初のシットコム『なにしてんのパパ』も発表した。
1960年代、主流の映画スタジオが衰退し、一部は買収されたり多角化を進めたりする中、UAは繁栄を続け、11のオスカーを獲得。その中には作品賞を受賞したものが5つ含まれる。マーヴィンとウォルター・ミリッシュ兄弟、ビリー・ワイルダー、ジョーゼフ・E・レヴィーンなどとの関係を築き、1961年に『ウエスト・サイド物語』を公開。この作品は作品賞を含むアカデミー賞10部門を受賞し、大きな成功を収めた。
1960年、UAはジヴ・テレビジョン・プログラムズを買収。UAのテレビ部門は『ギリガン君SOS』、『逃亡者』、『アウター・リミッツ』、『パティ・デューク・ショー』などの番組を制作した。また、アソシエイテッド・アーティスツ・プロダクションズを含むレンタルライブラリを構築。この会社は、1950年以前のワーナー・ブラザースの長編映画や短編映画、漫画作品、パラマウント・ピクチャーズから購入した231本のポパイ短編アニメを所有しており、ユナイテッド・アーティスツ・アソシエイツという配給部門に改編された。
1963年にはスタンリー・クレイマー製作の『おかしなおかしなおかしな世界』と『愛の奇跡』を公開。1964年にはビートルズの映画『ビートルズがやって来るヤァ!ヤァ!ヤァ!』と『ヘルプ!4人はアイドル』を公開した。
また、同時期にイギリスでイアン・フレミングの『ジェームズ・ボンド』小説の映画化権を取得したハリー・サルツマンとアルバート・R・ブロッコリを支援。100万ドルの資金を提供して1963年に『007は殺しの番号』を製作し、『ジェームズ・ボンド』シリーズを開始した。このシリーズはUAが主要スタジオとしての地位を失った後も続き、半世紀以上にわたり存続している。この時期の成功作には、1964年に始まった『ピンク・パンサー』シリーズや、クリント・イーストウッドをスターに押し上げた『荒野の用心棒』、『夕陽のガンマン』、『続・夕陽のガンマン』といったマカロニ・ウェスタンも含まれる。
1965年にはジョージ・スティーヴンス監督による『偉大な生涯の物語』を公開。この作品は当時最も高額な製作費（2000万ドル）がかけられた映画だった。イエス・キリスト役を演じたマックス・フォン・シドーをはじめ、チャールトン・ヘストン、ロディ・マクドウォール、マーティン・ランドーなどの豪華なキャストが出演した。この映画は予算を回収できず、批評家の評価も分かれたが、新約聖書4巻とフルトン・アウスラーによる同名の書籍、そして1947年から1956年まで放送されたラジオ番組に忠実であろうとする試みとして、世界中の観客からクラシック作品として賞賛されている。『偉大な生涯の物語』は1965年にアカデミー賞5部門にノミネートされ、全米批評家協会による「年間トップ10作品」にも選ばれた。

### トランスアメリカの子会社として

1967年から1982年まで、トランスアメリカによる会社買収期間中に使用された2代目のユナイテッド・アーティスツ（UA）のロゴ。

映画やテレビ番組の成功を背景に、1967年、トランスアメリカ・コーポレーションはUAの株式の98%を購入した。トランスアメリカはデヴィッド・ピッカーとアーノルド・ピッカーをスタジオの責任者に選任した。UAは親会社のストライプ模様のTエンブレムと、「Entertainment from Transamerica Corporation」（トランスアメリカ・コーポレーションからのエンターテインメント）というタグラインを組み込んだ新しいロゴを発表した。この表記は後に「A Transamerica Company」（トランスアメリカの一部）に短縮された。翌年の1968年、ユナイテッド・アーティスツ・アソシエイテッドはユナイテッド・アーティスツ・テレビジョン・ディストリビューションとして再編された。1970年、UAは3500万ドルの損失を出し、ピッカー兄弟は退陣、クリムとベンジャミンが復帰した。
1967年、『夜の大捜査線』でアカデミー作品賞を獲得し、『卒業』（海外配給のみ担当）は作品賞ノミネートを果たした。
ミュージカル『屋根の上のバイオリン弾き』の1971年の映画版は成功を収めたが、『ラ・マンチャの男』の1972年の映画版は失敗に終わった。新しい才能が奨励され、ウディ・アレン、ロバート・アルトマン、シルヴェスター・スタローン、ソウル・ゼインツ、ミロス・フォアマン、ブライアン・デ・パルマらが登場した。1971年に『ウディ・アレンのバナナ』を配給したことを皮切りに、彼の一連の作品の配給を開始した。また、ジェームズ・ボンド、ピンク・パンサー、ウディ・アレン作品により、1970年代には人気キャラクターを題材にした映画を多数輩出した。
1973年、UAは米英圏でのMGMの映画販売・配給を引き継いだ。国際的な配給権はシネマ・インターナショナル・コーポレーション（CIC）が引き継ぎ、1980年代にはMGMとの共同出資で設立されたユナイテッド・インターナショナル・ピクチャーズに発展した。この取引の一環で、UAはMGMの音楽出版部門であるロビンス、ファイスト、ミラーを買収した。
1975年、ハリー・サルツマンは、ボンド映画の権利を保有するダンジャックの50%の株式をUAに売却した。
1975年、『カッコーの巣の上で』を公開、アカデミー作品賞を受賞したほか、UA史上最高の興行収入1億6300万ドルを記録した。その後も1976年の『ロッキー』、1977年の『アニー・ホール』と3年連続でアカデミー作品賞を獲得し、当時最多の11作品で作品賞を受賞したスタジオとなった。
しかし、トランスアメリカは『真夜中のカーボーイ』や『ラストタンゴ・イン・パリ』といったアメリカ映画協会からX指定（未成年者に適さないコンテンツ）を受けた作品に不満を示し、これらの作品では「A Transamerica Company」の表記をフィルムや広告から削除するよう求めた。さらにトランスアメリカはUAの名称を廃止し、「トランスアメリカ・フィルムズ」に変更する意向を示した。クリムはUAを分離独立させるよう説得を試みたが、合意には至らなかった。
1978年、トランスアメリカのCEOジョン・R・ベケットとの経費に関する対立の末、会長のクリム、社長のエリック・プレスコウ、ベンジャミン、その他の主要役員を含むUAの最高幹部は退社し、ワーナー・ブラザースの支援を得て数日後にオライオン・ピクチャーズを設立した。これに対し、ハリウッドの関係者はトランスアメリカに対して彼らを失ったことが致命的な過ちであると警告する広告を掲載した。同年、UAはロリマー・プロダクションズと提携し、UAはロリマーの劇場公開映画を配給する一方、ロリマーはUAの映画ライブラリーを基にテレビシリーズやミニシリーズを制作する計画を立てた。
トランスアメリカはアンディ・アルベックをUAの社長に任命した。1979年、UAは『ロッキー2』『マンハッタン』『007/ムーンレイカー』『ワイルド・ブラック/少年の黒い馬』の4作のヒットで、最も成功した年を迎えた。
新しい経営陣は、監督マイケル・チミノによる『天国の門』を支援することを決定した。しかし、この作品は予算を大幅に超過し、最終的に4,400万ドルを費やす結果となった。この問題により、UAの社長アンディ・アルベックは辞任し、ノルベルト・アウアーバッハが後任となった。『天国の門』の興行的失敗は、UAのその年の大きな損失の主な原因となり、トランスアメリカやハリウッド全体におけるUAの評判を失墜させた。しかし、この失敗が逆に「ユナイテッド・アーティスツ」という名前を救った可能性もある。売却前最後の社長スティーブン・バックは著書『Final Cut』の中で、UAを「トランスアメリカ・ピクチャーズ」に改名するという話があったことを記している。
1980年、トランスアメリカは映画製作事業から撤退することを決定し、ユナイテッド・アーティスツを売却に出した。1981年、カーク・カーコリアンのトラシンダ・コーポレーションがUAを買収した。トラシンダはメトロ・ゴールドウィン・メイヤーも所有していた。

#### ユナイテッド・アーティスツ・クラシックス
1981年、ユナイテッド・アーティスツ・クラシックスは、これまでのライブラリー作品の再公開部門から、ナサニエル・T・クウィット・ジュニアの指揮のもと、初公開のアート映画を配給する部門へと転換した。トム・バーナードが部門長として招聘され、劇場配給を担当し、アイラ・ドイッチマンがマーケティング部門の責任者に就任した。その後、マイケル・バーカーとドナ・ジグリオッティがチームに加わった。ドイッチマンは独立してシネコムを設立し、バーカーとバーナードはオライオン・クラシックスとソニー・ピクチャーズ・クラシックスを立ち上げた。このレーベルは主に『男の傷』『チケット・トゥ・ヘブン』『グレイフォックス』といった外国映画やインディペンデント映画を配給し、また『揺れる愛』のディレクターズ・カットなどのUAライブラリーの初公開リバイバル作品を手がけた。1984年、バーカーとバーナードがオライオン・クラシックスを設立するため退社した際、このレーベルは一時的に「MGM/UAクラシックス」と改名されたが、1980年代後半に活動を終了した。

### MGM/UAエンターテインメント・カンパニー
合併により設立されたMGM/UAエンターテインメント・カンパニーは、1982年から新しい子会社を立ち上げ始めた。その中にはMGM/UAホームエンターテインメント・グループ、MGM/UAクラシックス、MGM/UAテレビジョングループが含まれる。カーコリアンは残る公開株を買収するための入札も行ったが、訴訟や反対意見を受けて撤回した。
1981年、フレッド・シルヴァーマンとジョージ・リーブスがインターメディア・エンターテインメントを通じてスタジオと契約を結び、映画やテレビ番組を製作することとなった。
買収後、デヴィッド・ベーゲルマンの業務はMGMからMGM/UAに移管された。しかし、ベーゲルマンの下で制作された映画は失敗作が多く、1982年7月に解任された。彼が進めた11本の作品のうち、解任時点でヒットしたのは『ポルターガイスト』のみであった。
統合の一環として、1983年にMGMはニューヨーク729セブンス・アベニューにあったユナイテッド・アーティスツの長年の本社を閉鎖した。また、同年、MGM/UAはUAの旧音楽出版部門をCBSソングスに売却した。
1983年、MGM/UAは『ウォー・ゲーム』と『007/オクトパシー』で大きな利益を上げたが、カーコリアンにとっては満足のいくものではなかった。さらに、『ウォー・ゲーム』は資金提供や国際的な権利をめぐるEMIフィルムズとの法的紛争に巻き込まれる一幕もあった。1985年の再編では、MGMとUAが独立した制作ユニットとして運営され、スタジオの指導者たちはそれぞれのユニットを統括することとなった。アナリストの間では、どちらか一方、特にUAが売却され、もう一方（MGM）の株式買い戻し資金に充てられるのではないかとの憶測が広がった。しかし、間もなく一方のユニットの責任者が解任され、残ったアラン・ラッド・ジュニアが両方の統括を引き受けた。

#### ターナーによる買収
1985年8月7日、テッド・ターナーは自身のターナー・ブロードキャスティング・システムがMGM/UAを買収すると発表した。テレビ放映向けの映画ライセンスが複雑化する中、ターナーはMGMの映画ライブラリーをスーパーステーションWTBSのために取得する価値を見出していた。契約条件により、ターナーはUAをすぐにカーコリアンに売却することとなっていた。
これを見越し、カーコリアンは1985年11月、映画プロデューサーのジェリー・ワイントローブをユナイテッド・アーティスツ・コーポレーションの会長兼CEOに任命し、元ABCの重役アンソニー・トモポウロスをUAの社長として迎え入れた。ワイントラウブの在任期間は短く、1986年4月にスタジオを離れ、後任には元ロリマー重役リー・リッチが就任した。この間、SLMプロダクション・グループは一時的にMGM/UAを離れ20世紀フォックスと契約していたが、分割に伴いUAとの配給契約を再締結した。
1986年3月25日、ターナーはMGM/UAの買収を現金と株式の交換で15億ドルで完了し、社名をMGMエンターテインメント・カンパニーと改称した。その後、カーコリアンは約4億8,000万ドルでUAの資産の大部分を買い戻した。この取引により、元々のユナイテッド・アーティスツは事実上消滅したが、カーコリアンは引き継いだ資産を活用して完全に新しい会社を設立した。そのため、現在のUAは旧UAの法的な後継ではないが、同様の資産を共有している。新会社UAの本社はビバリーヒルズに設立される計画で、1985年11月1日に始動予定だったが、これはターナーによる買収が完了する直前のことだった。1986年4月23日、UAはオーストラリアの映画館チェーンおよび配給会社であるホイッツと3作品の共同制作契約を締結した。

### MGM/UAコミュニケーションズ・カンパニー

1987年から1994年に使用されたロゴ

財政界で負債の懸念が高まったため、テッド・ターナーは1986年8月26日にMGMの製作および配給資産を3億ドルでユナイテッド・アーティスツに売却せざるを得なくなった。この取引により、MGMの敷地およびラボ施設はロリマー＝テレピクチャーズに売却された。一方、ターナーは1986年5月以前のMGMの映画・テレビライブラリー、アソシエイテッド・アーティスツ・プロダクションズのライブラリー、そして以前UAが購入していたRKOピクチャーズの作品を保持した。
1986年8月21日、ユナイテッド・アーティスツは映画製作への再参入を発表。『赤ちゃんはトップレディがお好き』や『キツイ刑事』を最初の作品として製作を開始し、さらに26本の映画企画が進行中であるとした。
ユナイテッド・アーティスツはMGM/UAコミュニケーションズ・カンパニーに改名され、3つの主要部門に再編成された。これにはテレビ制作部門と2つの映画部門が含まれた。テレビ部門はデヴィッド・ガーバーが、映画部門はユナイテッド・アーティスツがアンソニー・トモポウロス、MGMがアラン・ラッド・ジュニアによってそれぞれ運営された。1987年には『スペースボール』、『007/リビング・デイライツ』、『月の輝く夜に』が興行的に成功したものの、MGM/UAは8,800万ドルの損失を計上した。同年11月には、ホイッツとユナイテッド・アーティスツが共同製作契約を解消した。
1988年4月、カーコリアンは自身が保有するMGM/UAの株式82%を売却に出した。MGMとUAは同年7月までに分割された。最終的にMGMの25%をバート・シュガーマン、ジョン・ピーターズ、ピーター・グーバーに売却する計画が持ち上がったが、この取引は破談に終わった。この間、リッチやラッド、トモポウロスら幹部たちはカーコリアンの経営手法に嫌気が差し、次々と辞職した。
1988年夏頃には幹部の大量流出が制作に悪影響を及ぼし、多くの映画企画が中止された。1989年には、オーストラリアの会社クインテックス/オーストラリア・テレビ・ネットワーク（1930年代にMGMとユナイテッド・アーティスツが配給していたハル・ローチ・ライブラリーの所有）によるMGM/UAの買収が計画されたが、同社がその年に破産したため破談となった。テッド・ターナーも資産の再取得を試みたが、失敗に終わった。1990年以降、UAは事実上活動を停止し、数年間映画を公開しない状態が続いた。

### 1990年代
1990年11月、イタリアの金融業者ジャンカルロ・パレッティがMGM/UAを買収した。パレッティは以前キャノン・フィルムズを購入してパテ・コミュニケーションズに改名し、フランスの名高い映画会社パテの買収を目指していたが、この計画はフランス政府による彼の過去の調査により失敗した。代わりに、パレッティは自身の元会社とMGM/UAを合併し、MGM=パテ・コミュニケーションズ設立した。この取引の過程で、パレッティは自身の財務状況を誇張し、不正な手段でローンを獲得した。これが兆候となり、彼の所有下でスタジオは混乱に陥った。負債の未払いが続き、いくつかの映画の製作が遅延する一方で、パレッティは会社資産を流用し、経理スタッフを解雇。さらに、アラン・ラッド・ジュニアとの権限争いを引き起こした。この状況を受け、主な融資元であるクレディ・リヨネが1992年にスタジオを差し押さえた。その結果、パレッティは債務不履行に陥り、証券詐欺で有罪判決を受けた。
1992年7月2日、MGM=パテ・コミュニケーションズは再びメトロ・ゴールドウィン・メイヤー改名された。クレディ・リヨネは、MGM/UAを売却可能な状態にするために制作を強化し、ジョン・キャリーをUAの運営責任者に起用。彼の指導の下、『ピンク・パンサー』や『007』シリーズが復活し、NC-17指定を受けた映画として史上最も広範囲で公開された『ショーガール』が注目を集めた。1996年、クレディ・リヨネはMGMをカーコリアンのトラシンダ・コーポレーションに再び売却。この売却によりキャリーは退社した。
1999年、映画監督フランシス・フォード・コッポラがUAの買収を試みたが、カーコリアンがこれを拒否。代わりに、コッポラはスタジオとの製作契約を結んだ。

### 2000年代から2020年代

2000年から2010年のロゴ

1999年、UAは専門スタジオとして再編された。MGMはアートハウス映画の主要な配給会社であったサミュエル・ゴールドウィン・カンパニーを買収し、その名称が廃止されるとUAはMGMに統合された。ゴールドウィン・カンパニーはG2フィルムズに改名されていたが、MGMのロンドン拠点の専門事業とともにユナイテッド・アーティスツ・インターナショナルに改称された。UAの主なフランチャイズである『ピンクパンサー』および『ロッキー』の配給権、ブランド、著作権はMGMに移管されたが、一部のMGM作品、特にダンジャックとの共同保有の『ジェームズ・ボンド』シリーズやリメイク版『悪魔の棲む家』ではUAの著作権表記が引き続き用いられた。UA名義で初めて公開されたアートハウス映画は『彼女を見ればわかること』である。
2001年9月1日、ビンガム・レイをトップに迎えた。彼の指揮のもと、UAは『ボウリング・フォー・コロンバイン』、『ニコラス・ニクルビー』、アカデミー外国語映画賞を受賞した『ノー・マンズ・ランド』、『アンダートウ 決死の逃亡』、『ホテル・ルワンダ』（ライオンズゲートとの共同製作）など多くのアート映画を制作・配給した。また、アメリカン・ゾエトロープやレボリューション・フィルムズなどの会社とも契約を結んだ。ビンガム・レイは2004年に退社した。
2005年、コムキャスト、ソニーと複数の商業銀行のパートナーシップが、UAとその親会社であるMGMを48億ドルで買収した。ソニーは少数株主であったが、MGMの配給システムを閉鎖し、同社のスタッフの多くを自社スタジオに統合した。この結果、UAが完成させた映画や公開予定であった映画（『カポーティ』、『アートスクール・コンフィデンシャル』、『怨霊の森』、『ロマンス＆シガレッツ』）はソニー・ピクチャーズ クラシックスに引き継がれることとなった。
2006年3月、MGMは国内配給会社としての活動再開を発表した。ワインスタイン・カンパニー（TWC）、レイクショア・エンターテインメント、バウアー・マルティネス・エンターテインメントなどの独立系スタジオと配給契約を結び、これらの会社の映画を配給した。また、MGMはソニーのコロンビア・トライスター・モーション・ピクチャー・グループと共同で限定的に作品を製作し、自社配給会社であるMGMディストリビューション向けの大作を制作した。
ソニーはMGMの少数株主であったが、MGMおよびUAはMGMのCEOであり少数株主であるスティーブン・クーパーの指揮のもとで運営された。

#### ユナイテッド・アーティスツ・エンターテインメント
2006年11月2日、MGMはトム・クルーズと、長年の製作パートナーであるポーラ・ワグナーがUAを復活させることを発表した。この発表は、両者がバイアコム傘下のパラマウント・ピクチャーズとの14年間の制作契約を終了した直後のことである。クルーズ、ワグナー、MGMスタジオは、ユナイテッド・アーティスツ・エンターテインメントLLCを設立し、クルーズとワグナーはスタジオの30%の持ち分を所有した。MGMのコンソーシアムによる承認を得て、この契約により製作および開発の主導権を握ることとなった。ワグナーはCEOに就任し、年間4本の映画制作を許可され、クルーズはプロデューサーとして活動しながら時折出演する形を取った。
2008年1月、西部脚本家組合による脚本家ストライキ中に特別な免除措置を受けた初の映画スタジオとなった。
2008年8月14日、MGMはワグナーがUAを離れ、独立して映画を製作する意向であることを発表した。ワグナーのUAでの作品は、『大いなる陰謀』と『ワルキューレ』の2本であり、いずれもクルーズ主演であった。彼女の退任により、UAの全面的な見直しが行われるとの憶測が広がった。その後、UAはMGMと共同で2009年のリメイク版『Fame フェーム』と『オフロでGO!!!!! タイムマシンはジェット式』を製作したが、これらがUA名義で公開された最後のオリジナル映画となっている。
2011年の財務報告において、MGMがユナイテッド・アーティスツの100%の持ち分を再取得したことが明らかになった。MGMはUAブランドで新たな映画を製作する可能性を示唆したが、現在のところUAは名目上の存在にとどまり、MGMがUA名義で過去の映画を再上映することが主な活動となっている。

#### ユナイテッド・アーティスツ・メディア・グループとユナイテッド・アーティスツ・デジタル・スタジオ
2014年9月22日、MGMは、マーク・バーネットとローマ・ダウニーが運営するワン・スリー・メディアとライトワーカーズ・メディアの55%の株式を取得した。これらの会社は、UAブランドを復活させた新たなテレビ会社ユナイテッド・アーティスツ・メディア・グループ（UAMG）として統合された。バーネットはUAMGのCEOに就任し、ダウニーはライトワーカーズ・メディア（UAMGのファミリーおよび信仰部門）の社長に就任した。UAMGは『サバイバー』などのバーネット制作番組の配給を担当し、信仰に基づいたオーバー・ザ・トップ・サービスの設立を予定していた。
2015年12月14日、MGMはUAMGの残り45%の株式を取得し、同社をMGMのテレビ部門に統合した。バーネット、ダウニー、ハーストはMGMの株式を総額2億3300万ドル相当で受け取った。さらにバーネットはMGMテレビジョンの社長に昇進し、ローマ・カンナの後任となった。この信仰に基づいたOTTサービス（後にLight TVとしてブランド化）は、MGM、バーネット、ダウニー、ハーストによる別個の事業体として運営されることとなった。
2018年8月14日、『ハリウッド・リポーター』は、MGMがUAブランドを「ユナイテッド・アーティスツ・デジタル・スタジオ」として復活させたことを報じた。この新展開は、『スターゲイト』フランチャイズの再始動を目的としており、その一環としてウェブシリーズ『スターゲイト・オリジンズ』の制作が行われた。また、専用のストリーミングプラットフォーム「スターゲイト・コマンド」も設立され、この動きはパラマウント・グローバルのCBS All Accessに追随する形となった。

#### 2024年から現在: 復活
2024年7月、スコット・ステューバーがAmazon MGMスタジオの下でUAブランドを復活させる契約を締結する見込みであることが報じられた。その後、Amazonはプレスリリースを通じて、ステューバーが同社と複数年のファーストルック契約を結んだことを正式に発表した。この契約により、ステューバーは自身の会社を通じてUAブランドの映画を制作し、それらの映画は劇場公開またはPrime Videoでのストリーミング配信を行う予定である。また、ステューバーはUA名義で公開される全ての映画に関与することが確認されている。

## 映画ライブラリ
UAの1952年以降の大部分の映画ライブラリは現在MGMが所有している。一方で、1952年以前の作品（いくつかの例外を除く）は他社に売却されており、例えばナショナル・テレフィルム・アソシエイツ（現在はパラマウント・グローバル傘下のメランジェ/リパブリック・ピクチャーズの一部である）に引き継がれたか、パブリックドメインとなっている。しかし、UAはその歴史を通じて映画スタジオというよりも配給会社としての役割を果たしており、著作権は製作会社に帰属していた。このため、『真昼の決闘』（1952年）や『ファイナル・カウントダウン』（1980年）といったUA作品は現在も著作権保護下にあるが、MGMの所有物ではない。なお、1973年から1982年の間にUAが配給したMGMのタイトルは現在、ワーナー・ブラザースが所有している。

### 主な映画

#### 1920年代
- 散り行く花 Broken Blossoms（1919年）
- 東への道 Way Down East（1920年）
- 奇傑ゾロ The Mark of Zorro（1920年）
- 三銃士 The Three Musketeers（1921年）
- 小公子 Little Lord Fauntleroy（1921年）
- 嵐の孤児 Orphans of the Storm（1921年）
- ロビン・フッド Robin Hood（1922年）
- バグダッドの盗賊 The Thief of Bagdad（1924年）
- 黄金狂時代 The Gold Rush（1925年）
- ステラ・ダラス Stella Dallas（1925年）
- ダグラスの海賊 The Black Pirate（1926年）
- 雀 Sparrows（1926年）
- 熱砂の舞 The Son of the Sheik（1926年）
- キートン将軍 The General（1927年）
- サーカス The Circus（1928年）
- 港の女 Sadie Thompson（1928年）
- コケット Coquette（1929年）
- トレスパッサー The Trespasser（1929年）
- じゃじゃ馬馴らし The Taming of the Shrew（1929年）

#### 1930年代
- 地獄の天使 Hell's Angels（1930年）
- 突貫勘太 Palmy Days（1931年）
- 人類の戦士 Arrowsmith（1931年）
- 犯罪都市 The Front Page（1931年）
- 街の灯 City Lights（1931年）
- 雨 Rain（1932年）
- 暗黒街の顔役 Scarface（1932年）
- ヘンリー八世の私生活 The Private Life of Henry VIII（1933年）
- 羅馬太平記 Roman Scandals（1933年）
- ロスチャイルド The House of Rothschild（1934年）
- 噫無情 Les Misérables（1935年）
- ダアク・エンゼル The Dark Angel（1935年）
- この三人 These Three（1936年）
- 孔雀夫人 Dodsworth（1936年）
- モダン・タイムス Modern Times（1936年）
- 小公子 Little Lord Fauntleroy（1936年）
- ゼンダ城の虜 The Prisoner of Zenda（1937年）
- スタア誕生 A Star Is Born（1937年）
- 鎧なき騎士 Knight Without Armour（1937年）
- ステラ・ダラス Stella Dallas（1937年）
- デッド・エンド Dead End（1937年）
- 歴史は夜作られる History Is Made at Night（1937年）
- トム・ソーヤ The Adventures of Tom Sawyer（1938年）
- 嵐が丘 Wuthering Heights（1939年）
- 駅馬車 Stagecoach（1939年）
- 別離 Intermezzo（1939年）

#### 1940年代
- 独裁者 The Great Dictator（1940年）
- レベッカ Rebecca（1940年）
- 海外特派員 Foreign Correspondent（1940年）
- バグダッドの盗賊 The Thief of Bagdad（1940年）
- 美女ありき That Hamilton Woman（1941年）
- 生きるべきか死ぬべきか To Be or Not to Be（1942年）
- 奥様は魔女 I Married a Witch（1942年）
- 白い恐怖 Spellbound（1945年）
- 赤い河 Red River（1948年）
- 凱旋門 Arch of Triumph（1948年）
- 凸凹猛獣狩 Africa Screams（1949年）

#### 1950年代
- 都会の牙 D.O.A.（1950年）
- アフリカの女王 The African Queen（1951年）
- 真昼の決闘 High Noon（1952年）
- ライムライト Limelight（1952年）
- 悪魔をやっつけろ Beat the Devil（1953年）
- 三人の狙撃者 Suddenly（1954年）
- 裸足の伯爵夫人 The Barefoot Contessa（1954年）
- ベラクルス Vera Cruz（1954年）
- マーティ Marty（1955年）
- 見知らぬ人でなく Not as a Stranger（1955年）
- 狩人の夜 The Night of the Hunter（1955年）
- キッスで殺せ! Kiss Me Deadly（1955年）
- 黄金の腕 The Man with the Golden Arm（1955年）
- 旅情 Summertime（1955年）
- アレキサンダー大王 Alexander the Great（1956年）
- 八十日間世界一周 Around the World in 80 Days（1956年）
- 成功の甘き香り Sweet Smell of Success（1957年）
- 十二人の怒れる男 12 Angry Men（1957年）
- 情婦 Witness for the Prosecution（1957年）
- 大いなる西部 The Big Country（1958年）
- 私は死にたくない I Want to Live!（1958年）
- 裸のマヤ The Naked Maja（1958年）
- ヴァイキング The Vikings（1958年）
- お熱いのがお好き Some Like It Hot（1959年）
- 騎兵隊 The Horse Soldiers（1959年）
- セントルイス銀行強盗 The Great St. Louis Bank Robbery（1959年）
- 渚にて On the Beach（1959年）

#### 1960年代
- アパートの鍵貸します The Apartment（1960年）
- アラモ The Alamo（1960年）
- エルマー・ガントリー/魅せられた男 Elmer Gantry（1960年）
- 荒野の七人 The Magnificent Seven（1960年）
- 噂の二人 The Children's Hour（1961年）
- ウエスト・サイド物語 West Side Story（1961年）
- 荒馬と女 The Misfits（1961年）
- 魔法の剣 The Magic Sword（1961年）
- ニュールンベルグ裁判 Judgment at Nuremberg（1961年）
- 影なき狙撃者 The Manchurian Candidate（1962年）
- 007／ドクター・ノオ Dr. No（1962年）
- マクリントック McLintock!（1963年）
- 腰抜けアフリカ博士 Call Me Bwana（1963年）
- ピンクの豹 The Pink Panther（1963年）
- 007／ロシアより愛をこめて From Russia with Love（1963年）
- 大脱走 The Great Escape（1963年）
- 007／ゴールドフィンガー Goldfinger（1964年）
- 暗闇でドッキリ A Shot in the Dark（1964年）
- ビートルズがやって来るヤァ!ヤァ!ヤァ! (映画) A Hard Day's Night（1964年）
- トム・ジョーンズの華麗な冒険 A Tomjones（1964年）
- わらの女 Woman of Straw（1964年）
- 007／サンダーボール作戦 Thunderball（1965年）
- ヘルプ!4人はアイドル Help!（1965年）
- ハワイ Hawaii（1966年）
- 続・夕陽のガンマン The Good, the Bad and the Ugly（1966年）
- 努力しないで出世する方法 How to Succeed in Business Without Really Trying（1967年）
- 007は二度死ぬ You Only Live Twice（1967年）
- 夜の大捜査線 In the Heat of the Night（1967年）
- 10億ドルの頭脳 Billion Dollar Brain（1967年）
- 合併結婚 Yours, Mine and Ours（1968年）
- 華麗なる賭け The Thomas Crown Affair（1968年）
- 奴らを高く吊るせ! Hang 'Em High（1968年）
- チキ・チキ・バン・バン Chitty Chitty Bang Bang（1968年）
- 豹/ジャガー The Mercenary （1968年）
- 真夜中のカーボーイ Midnight Cowboy（1969年）
- レマゲン鉄橋 The Bridge at Remagen（1969年）
- 空軍大戦略 The Battle of Britain（1969年）
- 女王陛下の007 On Her Majesty's Secret Service（1969年）

#### 1970年代
- 続・夜の大捜査線 They Call Me Mr. Tibbs!（1970年）
- 007／ダイヤモンドは永遠に Diamonds Are Forever（1971年）
- 屋根の上のバイオリン弾き Fiddler On The Roof（1971年）
- 夕陽のギャングたち Duck, You Sucker!（1971年）
- ラストタンゴ・イン・パリ Last Tango in Paris（1972年）
- メカニック The Mechanic（1972年）
- 007／死ぬのは奴らだ Live and Let Die（1973年）
- スリーパー Sleeper（1973年）
- ガルシアの首 Bring Me the Head of Alfredo Garcia（1974年）
- ジャガーノート Juggernaut（1974年）
- 007／黄金銃を持つ男 The Man with the Golden Gun（1974年）
- サブウェイ・パニック The Taking of Pelham One Two Three（1974年）
- ピンク・パンサー2 The Return of the Pink Panther（1975年）
- ローラーボール Rollerball（1975年）
- カッコーの巣の上で One Flew Over the Cuckoo's Nest（1975年）
- キャリー Carrie（1976年）
- ロッキー Rocky（1976年）
- ピンク・パンサー3 The Pink Panther Strikes Again（1976年）
- 1900年 1900（1976年）※20世紀フォックス、パラマウント・ピクチャーズとの合作
- ネットワーク Network（1976年）※合併前のMGMとの合作
- 007／私を愛したスパイ The Spy Who Loved Me（1977年）
- 遠すぎた橋 A Bridge Too Far（1977年）
- アニー・ホール Annie Hall（1977年）
- 帰郷 Coming Home（1978年）
- ピンク・パンサー4 Revenge of the Pink Panther（1978年）
- Mr.レディMr.マダム La Cage aux Folles（1978年）
- SF/ボディ・スナッチャー Invasion of the Body Snatchers（1978年）
- ヘアー Hair（1979年）
- ロッキー2 Rocky II（1979年）
- 007／ムーンレイカー Moonraker（1979年）
- 地獄の黙示録 Apocalypse Now（1979年）

#### 1980年代
- 戦争の犬たち The Dogs of War（1980年）
- フォクシー・レディ Foxes（1980年）
- ファイナル・カウントダウン The Final Countdown（1980年）
- スターダスト・メモリー Stardust Memories（1980年）
- 地獄のモーテル Motel Hell（1980年）
- レイジング・ブル Raging Bull（1980年）
- 天国の門 Heaven's Gate（1980年）
- Mr.レディMr.マダム2 La Cage aux Folles II（1980年）
- おかしなおかしな石器人 Caveman（1981年）
- 007／ユア・アイズ・オンリー For Your Eyes Only（1981年）
- 針の眼 Eye of the Needle（1981年）
- フランス軍中尉の女 The French Lieutenant's Woman（1981年）
- 告白 True Confessions（1981年）
- ギャラクシー・オブ・テラー/恐怖の惑星 Galaxy of Terror（1981年）
- 戦慄!呪われた夜 The Beast Within（1982年）
- ロッキー3 Rocky III（1982年）
- ニムの秘密 The Secret of NIMH（1982年）
- 殺意の香り Still of the Night（1982年）
- ピンク・パンサーX Trail of the Pink Panther（1982年）
- ウォー・ゲーム WarGames（1983年）
- 007／オクトパシー Octopussy（1983年）
- ピンク・パンサー5 クルーゾーは二度死ぬ Curse of the Pink Panther（1983年）
- 愛のイエントル Yentl（1983年）
- 若き勇者たち Red Dawn（1984年）
- りんご白書 Teachers（1984年）
- 007／美しき獲物たち A View to a Kill（1985年）
- L.A.大捜査線/狼たちの街 To Live and Die in L.A.（1985年）
- ロッキー4/炎の友情 Rocky IV（1985年）
- 栄光のエンブレム Youngblood（1986年）
- 007／リビング・デイライツ The Living Daylights（1987年）
- 赤ちゃんはトップレディがお好き Baby Boom（1987年）
- 再会の街/ブライトライツ・ビッグシティ Bright Lights, Big City（1988年）
- 背信の日々 Betrayed（1988年）
- パンプキンヘッド Pumpkinhead（1988年）
- チャイルド・プレイ Child's Play（1988年）
- ゴールデン・ヒーロー 最後の聖戦 I'm Gonna Git You Sucka（1988年）
- レインマン Rain Man（1988年）
- ロードハウス/孤独の街 Road House（1989年）
- 007／消されたライセンス Licence to Kill（1989年）
- リトル・モンスター Little Monsters（1989年）
- 天国から来たわんちゃん All Dogs Go to Heaven（1989年）
- オールウェイズ Always（1989年）※ユニバーサル・ピクチャーズとの合作

#### 1990年代
- ロッキー5/最後のドラマ Rocky V（1990年）
- ピンク・パンサーの息子 Son of the Pink Panther（1993年）
- スリープ・ウィズ・ミー Sleep with Me（1994年）
- ロブ・ロイ/ロマンに生きた男 Rob Roy（1995年）
- タンク・ガール Tank Girl（1995年）
- ロード・オブ・イリュージョン Lord of Illusions（1995年）
- サイバーネット Hackers（1995年）
- ショーガール Showgirls（1995年）
- リービング・ラスベガス Leaving Las Vegas（1995年）
- 007／ゴールデンアイ GoldenEye（1995年）
- リチャード三世 Richard III（1995年）
- バードケージ The Birdcage（1996年）
- ラスト・パーティ It's My Party（1996年）
- 小さな贈りもの Larger than Life（1996年）
- マッド・ドッグス Mad Dog Time（1996年）
- 奴らに深き眠りを Hoodlum（1997年）
- 007／トゥモロー・ネバー・ダイ Tomorrow Never Dies（1997年）
- 仮面の男 The Man in the Iron Mask（1998年）
- RONIN Ronin（1998年）
- トーマス・クラウン・アフェアー The Thomas Crown Affair（1999年）
- 007／ワールド・イズ・ノット・イナフ The World Is Not Enough（1999年）

#### 2000年代
- 彼女を見ればわかること Things You Can Tell Just by Looking at Her（2000年）
- めぐり逢う大地 The Claim（2000年）
- ゴーストワールド Ghost World（2001年）
- ジーパーズ・クリーパーズ Jeepers Creepers（2001年）
- 17歳の処方箋 Igby Goes Down（2002年）
- ボウリング・フォー・コロンバイン Bowling for Columbine（2002年）
- 007／ダイ・アナザー・デイ Die Another Day（2002年）
- ヒューマン・キャッチャー/JEEPERS CREEPERS 2 Jeepers Creepers 2（2003年）
- コーヒー&シガレッツ Coffee and Cigarettes（2004年）
- セイブド! Saved（2004年）
- CODE46 Code 46（2004年）
- ホテル・ルワンダ Hotel Rwanda（2004年）
- 007／カジノ・ロワイヤル Casino Royale（2006年）
- ロッキー・ザ・ファイナル Rocky Balboa（2006年）
- ピンクパンサー The Pink Panther（2006年）
- 大いなる陰謀 Lions for Lambs（2007年）
- ワルキューレ Valkyrie（2008年）
- 007／慰めの報酬 Quantum of Solace（2008年）
- ピンクパンサー2 The Pink Panther 2（2009年）
- Fame フェーム Fame（2009年）

#### 2010年代
- オフロでGO!!!!! タイムマシンはジェット式 Hot Tub Time Machine（2010年）
- キャビン The Cabin in the Woods（2012年）
- 007 スカイフォール Skyfall（2012年）
- レッド・ドーン Red Dawn（2012年）
- オフロでGO!!!!! タイムマシンはジェット式2 Hot Tub Time Machine 2（2015年）
- 007 スペクター Spectre（2015年）
- クリード チャンプを継ぐ男 Creed（2015年）
- マグニフィセント・セブン The Magnificent Seven（2016年）

## 家庭用ビデオ
UAは当初、家庭用ビデオの権利を世界初の家庭用ビデオ会社マグネティック・ビデオに貸与していた。1981年、フォックスがマグネティックを買収し20世紀フォックス・ビデオに改名。1982年にはCBSビデオ・エンタープライズと合併し、CBS/FOXビデオが誕生した。この時期、MGMはすでにUAを所有していたが、UAのライセンス契約はCBS/FOXと継続中で、サブレーベルのキー・ビデオやプレイハウス・ビデオを含む契約であった。一方、MGM/UAホーム・ビデオは1980年代半ば以降にリリースされたUA作品の一部を独自に展開した。MGMによる買収以前、UAは外国のビデオ権利をワーナー・ホーム・ビデオにライセンスしていたが、この契約は1991年に終了した。1986年には、1950年以前のワーナー・ブラザース作品および1986年5月以前のMGM作品を含む映画・テレビライブラリがテッド・ターナーに買収され、短期間にMGM/UAを所有した後、これらの権利がターナーに移行した。この結果、CBS/FOXは1950年以前のワーナー作品における映像ソフトの販売権を失い、MGM/UAホーム・ビデオがこれをライセンスする形となった。
マグネティック・ビデオやワーナー・ホーム・ビデオとの契約が成立する以前の1980年、UAは米国の小規模なビデオレーベル、ビデアメリカや英国のインタービジョン・ビデオと独占的なレンタル契約を結び、UAライブラリの20タイトル（『大脱走』、『お熱いのがお好き』、『ヘアー』など一部の1950年以前のWB作品を含む）を家庭用ビデオとして発売された。

## ユナイテッド・アーティスツ・リリーシング
ユナイテッド・アーティスツ・リリーシング（英: United Artists Releasing, LLC、略称: UAR）は、メトロ・ゴールドウィン・メイヤー（MGM）と、映画プロデューサーのミーガン・エリソンが代表を務めるアンナプルナ・ピクチャーズとの合弁による、かつてのアメリカ合衆国の映画配給会社である。
2017年3月、MGMとアンナプルナが複数年に渡る共同製作・配給契約を締結し、同年10月31日、両社共同出資の新会社「ミラー・リリーシング」（Mirror Releasing, LLC）を設立。2018年、北米市場におけるMGMピクチャーズ作品（『デス・ウィッシュ』以降）とアンナプルナ作品（『ホワイト・ボイス』以降）の劇場配給業務はミラー社に委託された。
2019年2月5日、MGMとアンナプルナは、MGM傘下の映画スタジオであるユナイテッド・アーティスツ（UA）の創立100周年記念日当日に合わせ、ミラー社の社名を「ユナイテッド・アーティスツ・リリーシング」（UAR）に変更した。また、2012年11月公開の『レッド・ドーン』を最後に事実上休眠状態だったUAブランドロゴを、2019年2月公開のMGM作品『ファイティング・ファミリー』から、アップデートされた新たなものに代えて復活した。なお、同作品において配給名義が「ユナイテッド・アーティスツ」になるのは、「MGM/UA」発足前の1982年1月公開のMGM作品『誰かが見ている』（日本劇場未公開）以来、37年ぶりである。
UARはその後、オライオン・ピクチャーズ作品（『チャイルド・プレイ』以降）と、MGMが2020年10月7日に再興したインディペンデント映画部門のアメリカン・インターナショナル・ピクチャーズ（AIP）作品の劇場配給も担当していた。
2023年3月4日に、配給業務をMGMならびにAmazonスタジオに移行する形でUARは消滅した。翌3日に全米公開された『クリード 過去の逆襲』の配給はMGMが担当した。そのため、日本国内で2024年8月21日に発売された「【初回限定生産】ロッキー：アルティメット・ノックアウト・コレクション＜4K ULTRA HD＞（6枚組＋ブルーレイ ボーナス・ディスク1枚／豪華封入特典付)」において、1985年11月公開のUA作品『ロッキー4』ディスク内に「日本語字幕版」のみ収録されている2021年11月公開のMGM作品『ロッキーVSドラゴ:ROCKY IV』は、UARが配給を担当する最後の作品となった。

### UARの配給作品
（○印はMGM作品、●印はアンナプルナ作品、☆印はオライオン作品、★印はオライオン・クラシックス作品、◇印はAIP作品、◆印はAmazonスタジオ共同配給作品）

#### 2018年 - 2019年
ミラー・リリーシング名義
- デス・ウィッシュ Death Wish（2018年）○
- ホワイト・ボイス Sorry to Bother You（2018年）●
- オペレーション・フィナーレ Operation Finale（2018年）○
- ゴールデン・リバー The Sisters Brothers（2018年）●
- クリード 炎の宿敵 Creed II（2018年）○
- ビール・ストリートの恋人たち If Beale Street Could Talk（2018年）●
- バイス Vice（2018年）●
- ストレイ・ドッグ Destroyer（2018年）●

ユナイテッド・アーティスツ・リリーシング名義
- ファイティング・ファミリー Fighting with My Family（2019年）○
- ミッシング・リンク 英国紳士と秘密の相棒 Missing Link（2019年）●
- ザ・ハッスル The Hustle（2019年）○
- ブックスマート 卒業前夜のパーティーデビュー Booksmart（2019年）●
- チャイルド・プレイ Child's Play（2019年）☆
- バーナデット ママは行方不明 Where'd You Go, Bernadette（2019年）●
- アダムス・ファミリー The Addams Family（2019年）○

#### 2020年 - 2022年
- グレーテル&ヘンゼル Gretel & Hansel（2020年）☆
- バレー・ガール（原題） Valley Girl（2020年）★○
- ビルとテッドの時空旅行 音楽で世界を救え! Bill & Ted Face the Music（2020年）☆
- ブレイキング・ニュース・イン・ユバ・カウンティ Breaking News in Yuba County（2021年）◇
- キャッシュトラック Wrath of Man（2021年）○
- ハウ・イット・エンズ（原題） How It Ends（2021年）◇
- リスペクト Respect（2021年）○
- フラッグ・デイ 父を想う日 Flag Day（2021年）○
- アダムス・ファミリー2 アメリカ横断旅行! The Addams Family 2（2021年）○
- 007／ノー・タイム・トゥ・ダイ No Time to Die（2021年）○
- ハウス・オブ・グッチ House of Gucci（2021年）○
- リコリス・ピザ Licorice Pizza（2021年）○
- ドッグ（原題） Dog（2022年）○
- シラノ Cyrano（2022年）○
- オン・ザ・カウント・オブ・スリー（原題）On the Count of Three（2022年）●☆
- エニシング・イズ・ポッシブル Anything's Possible（2022年）☆◆
- 13人の命 Thirteen Lives（2022年）○◆
- サマリタン Samaritan（2022年）○◆
- アラビアンナイト 三千年の願い Three Thousand Years of Longing（2022年）○
- ティル Till（2022年）☆
- ボーンズ アンド オール Bones and All（2022年）○
- ウーマン・トーキング 私たちの選択 Women Talking（2022年）☆
- 87分の１の人生 A Good Person（2023年）○
- ウイング・アンド・プレイヤー On a Wing and a Prayer（2023年）○◆

## 日本での活動
アメリカ法人の支社として日本ユナイテッド・アーチスツ映画会社（通称：ユナイト映画）が1922年に設置された。その後第二次世界大戦の影響を受け、1941年に撤退されるも戦後の1951年に再建した。再建から数年の間は主に松竹洋画部と共同で配給を担っていたが、その後1959年に自社単独配給体制に変わった。さらに1985年まで日本国内における映画配給業務を行っていた。1960年代には後に映画評論家として有名になる水野晴郎が宣伝総支配人として在籍していた。
ユナイトがMGMに買収された為、日本国内の配給業務はMGM作品の日本での配給を担当していたユナイテッド・インターナショナル・ピクチャーズ（UIP）日本支社に業務委託され、日本ユナイテッド・アーチスツ映画会社は1985年に廃止された。
2000年にユナイト作品の配給業務は20世紀フォックス日本支社（現：ウォルト・ディズニー・ジャパン（20世紀スタジオ））に移行し、2020年6月30日に契約が解消された。この間、2005年 - 2015年は一部の作品でソニー・ピクチャーズ エンタテインメントが配給を担当していた。なお2007年12月31日にはUIP日本支社が、2020年9月1日には20世紀フォックス日本支社がそれぞれ解散となった。
2018年にMGM作品の北米地域の配給が現在のユナイテッド・アーティスツ・リリーシングに移行するに併せて、海外配給も20世紀フォックスからユニバーサル映画に移行。この為、現在日本国内でユニバーサル作品を担当する東宝東和とパルコ（一部の作品のみ）がMGM作品の配給を行っている。